# Cadillac El Camino
Der Cadillac El Camino war ein Konzeptfahrzeug, das die Cadillac-Division von General Motors bei der GM-Motorama 1954 vorstellte. Der Name leitet sich aus dem spanischen Namen El Camino Real (dt.: Königsweg) her, eine Straße, die in den USA als Highway 101 bekannt ist.
Das zweitürige, zweisitzige Coupé war in Silbergrau lackiert und besaß sehr große Heckflossen, wie sie in den folgenden Jahren nicht nur bei Cadillac-Serienmodellen zu sehen waren. Die Fahrzeugseiten waren mit speerförmigen Kantungen verziert, eine vom vorderen Radlauf bis in die Türen laufend, die andere an der Tür ansetzend und am Heck auslaufend. Die Fahrzeugfront trug erstmals bei Cadillac Doppelscheinwerfer und die verchromten, raketenförmigen Stoßstangenhörner mit an den Spitzen angebrachten Gummikappen waren genauso ein Hingucker wie die Heckflossen. Der flache Dachaufbau war in Edelstahl gehalten und schloss vorne und hinten mit einer Panoramascheibe ab.
Dem Coupé zur Seite gestellt wurde ein Roadster, der Cadillac La Espada, mit den gleichen Applikationen. Dieser spanische Name bedeutet im Deutschen Schwert. Der Wagen war in Apollo-Gold (ein Cremeweiß mit einem leichten goldfarbigen Metallic-Touch) lackiert. Er war mit Einzelsitzen und einer Mittelkonsole ausgestattet. Dort befand sich auch der Hebel zum Öffnen und Schließen des Kunststoffverdecks. Darunter war ein großes Warnschild angebracht, das den Fahrer anwies, keinesfalls das Verdeck während der Fahrt zu bewegen. Der Innenspiegel war auf dem Armaturenbrett montiert.
Beide Fahrzeuge wurden nie in Serie produziert, aber viele Stylingdetails, wie die auffälligen Heckflossen und die speerförmigen Kantungen an den Fahrzeugseiten, fanden sich im Serienmodell Eldorado Brougham von 1955 wieder. Die gummibewehrten Stoßstangenhörner in Raketenform und Doppelscheinwerfer wurden erst bei den Cadillac-Modellen der Jahre 1957 / 1958 realisiert.